# Colômbia (ort)
Colômbia är en ort i Brasilien.   Den ligger i kommunen Colômbia och delstaten São Paulo, i den sydöstra delen av landet, 500 km söder om huvudstaden Brasília. Colômbia ligger 489 meter över havet och antalet invånare är 5 994.
Terrängen runt Colômbia är platt. Runt Colômbia är det glesbefolkat, med 9 invånare per kvadratkilometer.. Det finns inga andra samhällen i närheten.
Omgivningarna runt Colômbia är en mosaik av jordbruksmark och naturlig växtlighet.